# هکتور اسکاندولی
هکتور اسکاندولی (اسپانیایی: Héctor Scandolli‎؛ زادهٔ) بازیکن فوتبال اهل آرژانتین است.

## باشگاهی
از باشگاه‌هایی که در آن بازی کرده‌است می‌توان به باشگاه فوتبال ریور پلاته اشاره کرد.